# Sunlight (chanson de Nicky Byrne)
Pour les articles homonymes, voir Sunlight.
Chansons représentant l'Irlande au Concours Eurovision de la chanson
Playing with Numbers
(2015) Dying to Try
(2017)
Sunlight (en français « Lumière du soleil ») est la chanson de Nicky Byrne qui représente l'Irlande au Concours Eurovision de la chanson 2016 à Stockholm.
Le 12 mai 2016, lors de la 2de demi-finale, elle termine à la 15e place avec 46 points et par conséquent n'est pas qualifiée pour la finale.